# Королевский питон
Королевский питон, или шаровидный питон, или питон-мяч (лат. Python regius) — вид змей из семейства питонов, распространённый в западной и центральной Африке.

## Внешний вид
Взрослые особи достигают в длину 1—1,5 м. В разных источниках вид называют либо самым мелким, либо одним из двух мельчайших видов африканских питонов, наряду с карликовым питоном. У взрослых питонов наблюдается половой диморфизм — самки крупнее самцов. В исследовании, проведённом на 1250 особях королевских питонов, пойманных в Того, было выявлено, что максимальные длина тела без хвоста и масса составляли 170 см и 3,224 кг у самок и 140 см и 2,46 кг у самцов, в то время как средние значения этих величин составляли 116,2 см и 1,2757 кг у самок и 111,3 см и 1,1815 кг у самцов.

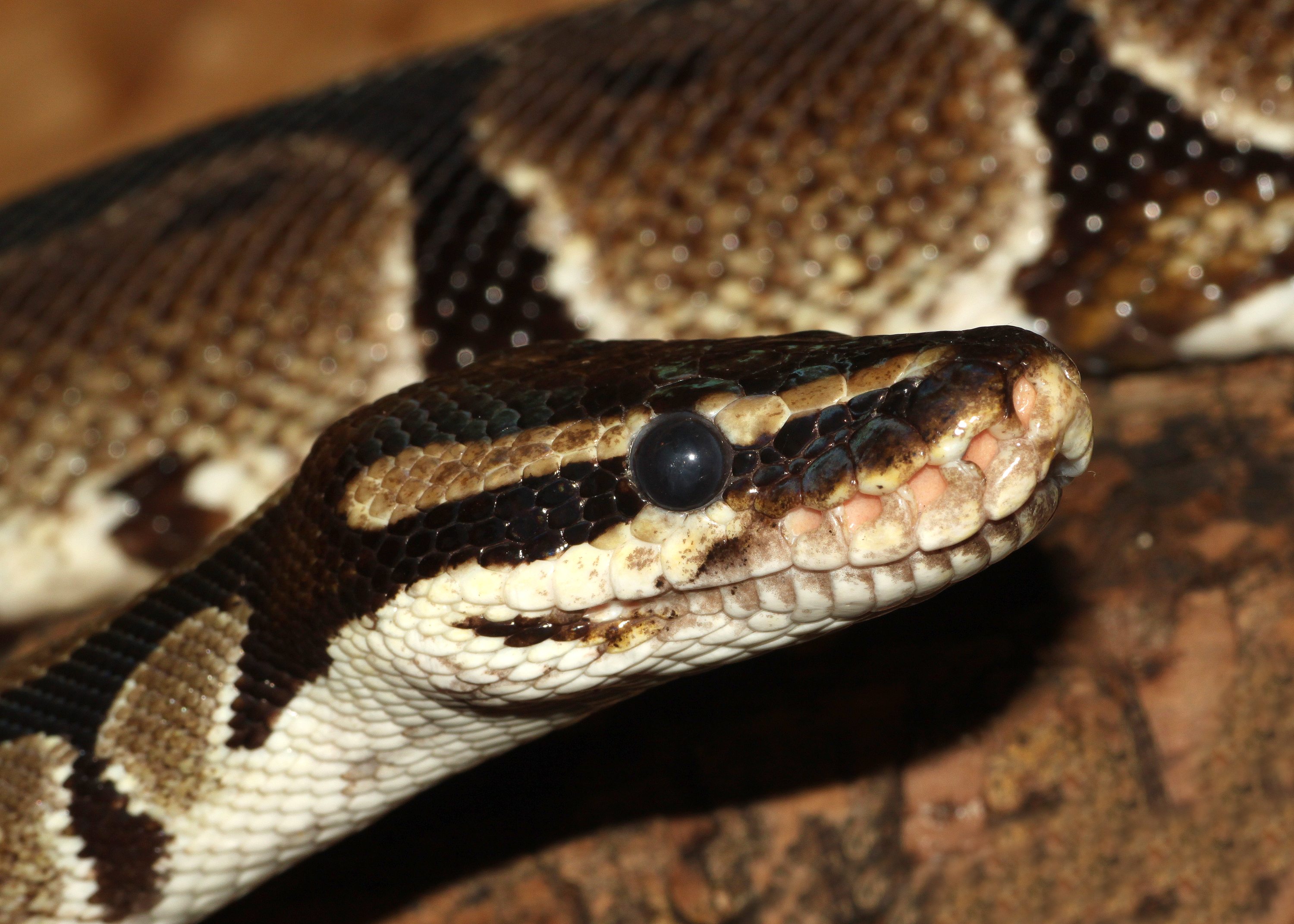
Голова королевского питона

Тело толстое, мощное, с коротким хвостом. Большая широкая голова хорошо отграничена от шеи. Рисунок туловища состоит из чередующихся неправильных светло-коричневых и тёмно-коричневых или почти чёрных пятен и полос, в некоторых местах разделённых светлой окантовкой. На голове имеется крупное треугольное пятно, а по бокам от глаза до висков тянутся полосы, между которыми располагается жёлтая полоса. Брюхо белого или кремового цвета, иногда с разбросанными небольшими тёмными пятнышками.
Носовой щиток один. Глаз окружён 2—4 предглазничными, 3—4 заглазничными и 1—2 надглазничными щитками, а подглазничные отсутствуют. Верхнегубных щитков 9—12, три или четыре из них имеют термочувствительные ямки. Глаза касаются пятый или шестой верхнегубной или оба щитка. Нижнегубных щитков около 15. Туловище покрыто 51—63 рядами чешуй. Брюшных щитков 191—207, подвостовых — 28—37 пар. Анальный щиток может быть цельным или разделённым.

## Ареал
Распространён в Западной и Центральной Африке. Ареал охватывает Сенегал, Мали, Гвинею-Бисау, Гвинею, Сьерра-Леоне, Либерию, Кот-д’Ивуар, Гану, Бенин, Нигер, Нигерию, Камерун, Чад, Центральноафриканскую Республику, Судан и Уганду.

## Образ жизни
Населяет экваториальные леса и саванны. В основном ночное животное. День проводит в укрытиях (норы, дупла, опавшие листья), а ночью или в сумерках выходит на охоту. Хорошо плавает и охотно заходит в воду. Может лазать по деревьям. При опасности сворачивается в тугой шар, спрятав голову внутрь колец тела. За эту характерную особенность королевского питона называют иногда «питон-шар», или «питон-мяч» (англ. Ball Python).

## Питание
Рацион королевских питонов в дикой природе состоит преимущественно из мелких млекопитающих, таких как крысы, африканские полосатые мыши, землеройки. Иногда поедает птиц.

## Размножение
И самцы, и самки питонов имеют коготки (рудименты задних конечностей) по обеим сторонам клоакального отверстия, но у самцов эти коготки крупнее. Самки, как правило, несколько крупнее самцов. Спаривание происходит в июне—ноябре. Беременность длится 120—140 дней, после чего самка откладывает от 3 до 11 (обычно 4—6) яиц размером 75—80x55—60 мм. Самка сворачивается вокруг кладки и «насиживает» её в течение 68—90 дней. Молодые питоны при вылуплении достигают средней длины тела 43 см и массы около 46—47 г.

## Содержание в неволе

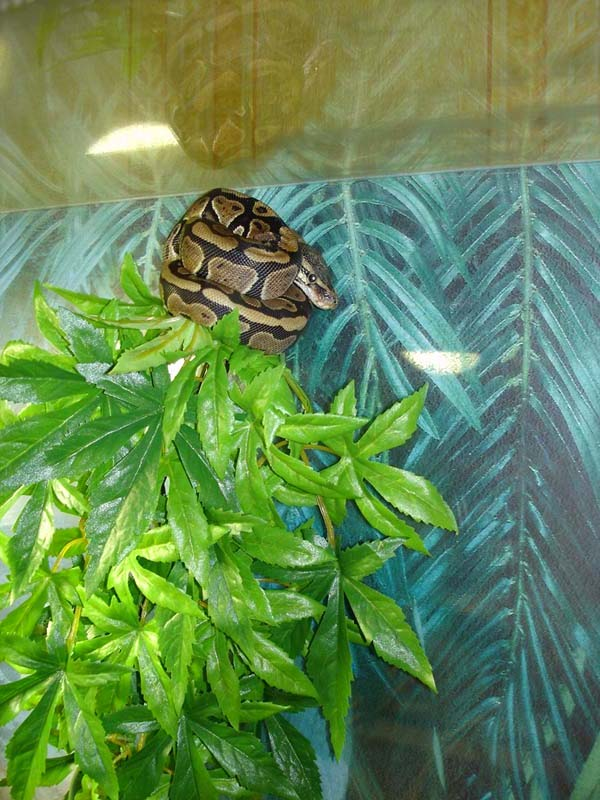
Молодой королевский питон в террариуме

По данным исследования, в котором анализировались поисковые запросы с 2004 по 2020 гг. с помощью Google Trends, королевский питон является вторым по популярности после бородатой агамы видом экзотических питомцев среди рептилий и самым популярным видом змей, что по мнению автора связано с небольшими размерами и лёгкостью в содержании.
Считается неприхотливым видом, который может содержаться и размножаться в небольших террариумах размерами 80×45 см. 
Оптимальная температура для жизнедеятельности питона — 30—33 °C в точке прогрева, и фоновая — 23—25 °С. Для обогрева используют греющие коврики. Для купания питомца в террариуме создают небольшой водоём. Кормят замороженными или оглушёнными мышами, крысами, цыплятами, хомяками. Периодичность кормлений зависит от возраста и размера питона: молодых — раз в пять дней, взрослых — раз в 10 дней. В неволе живут до 30—40 лет. Растут питоны быстро, в первые три года жизни они наращивают 30 см ежегодно. Половой зрелости достигают в возрасте 3—5 лет.

Морфы королевских питонов
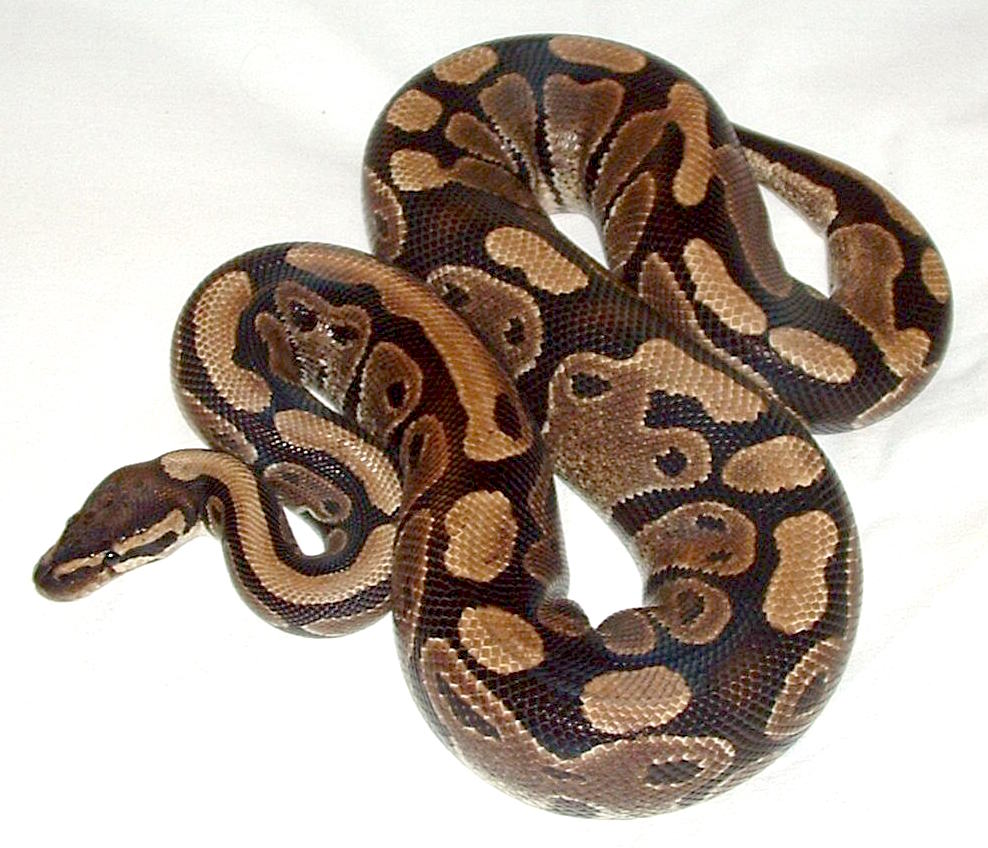
Королевский питон природной окраски («normal»)
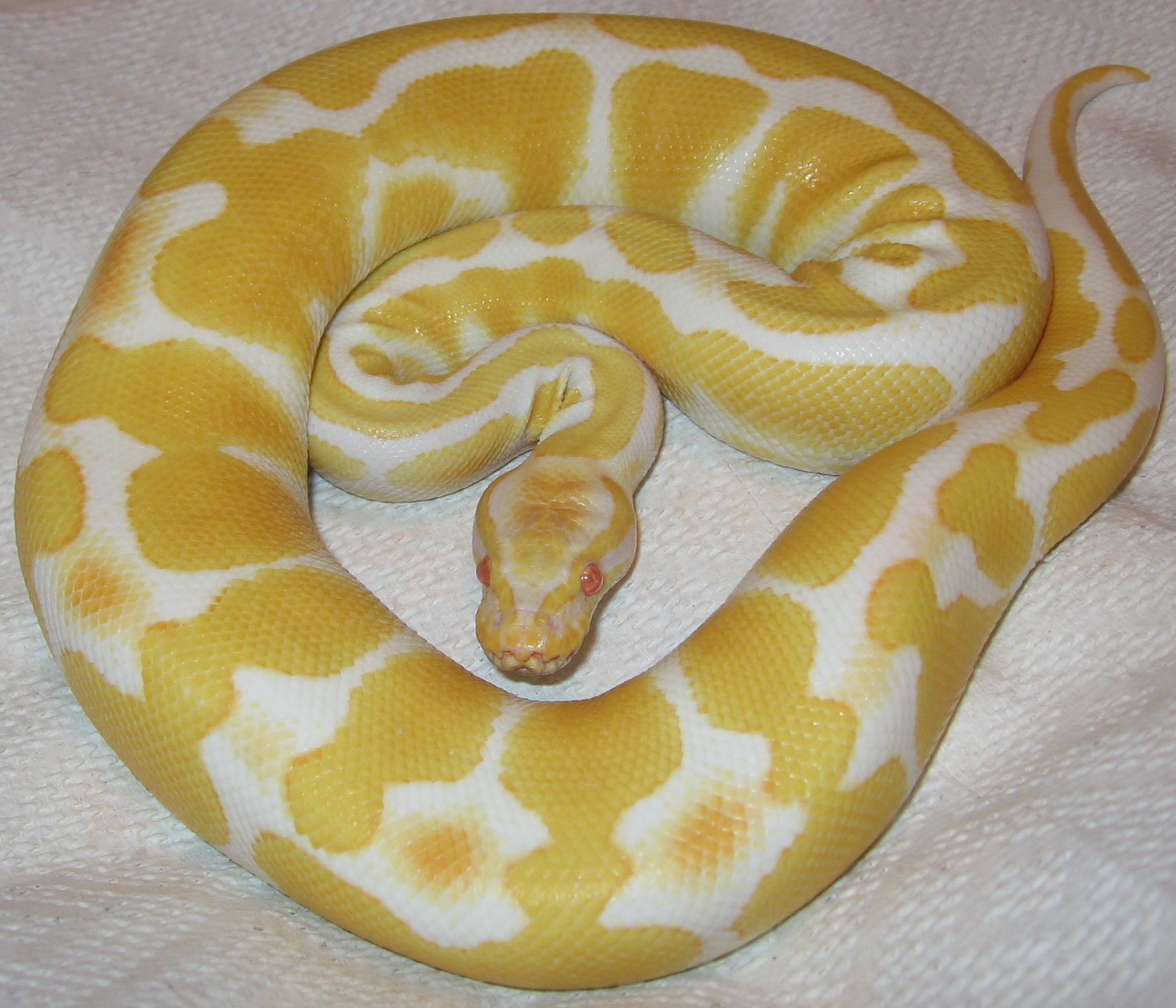
Альбинос королевского питона («albino»)
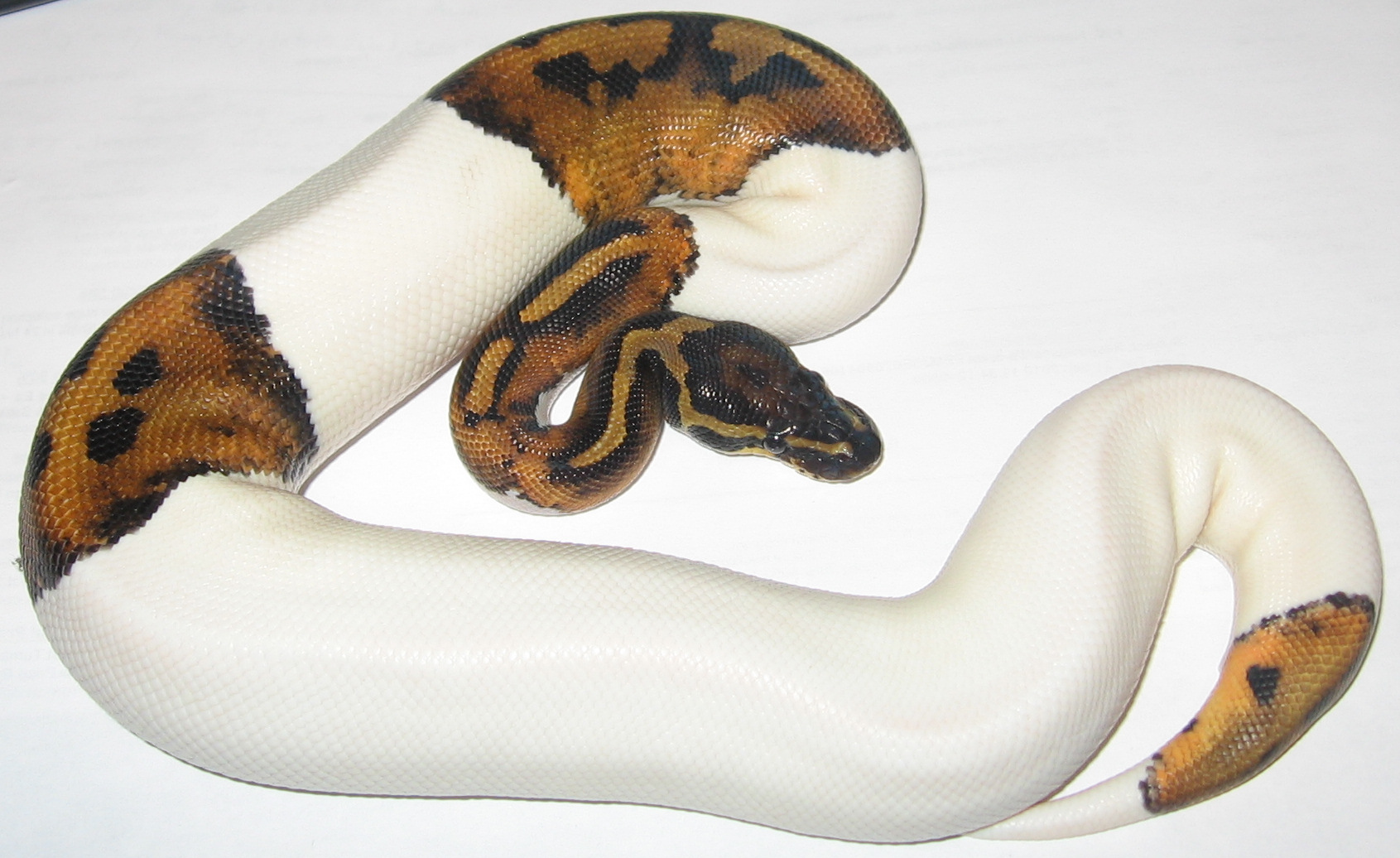
Пёстрая расцветка королевского питона включает чисто белый цвет поверхности кожи (морфа Pied ball)
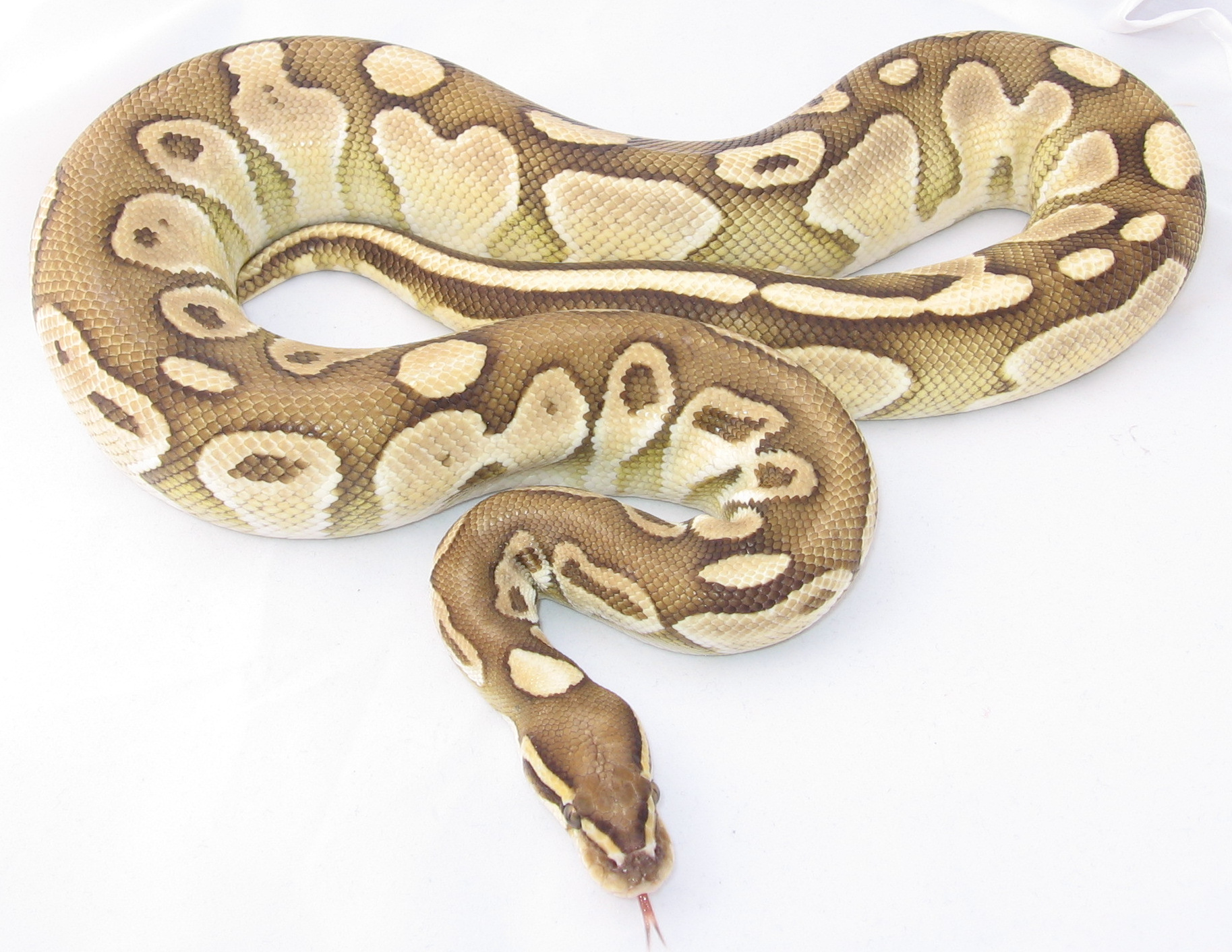
"Платиновый морфизм" королевского питона
Королевский питон—гипомеланист (морфа «orange ghost»)
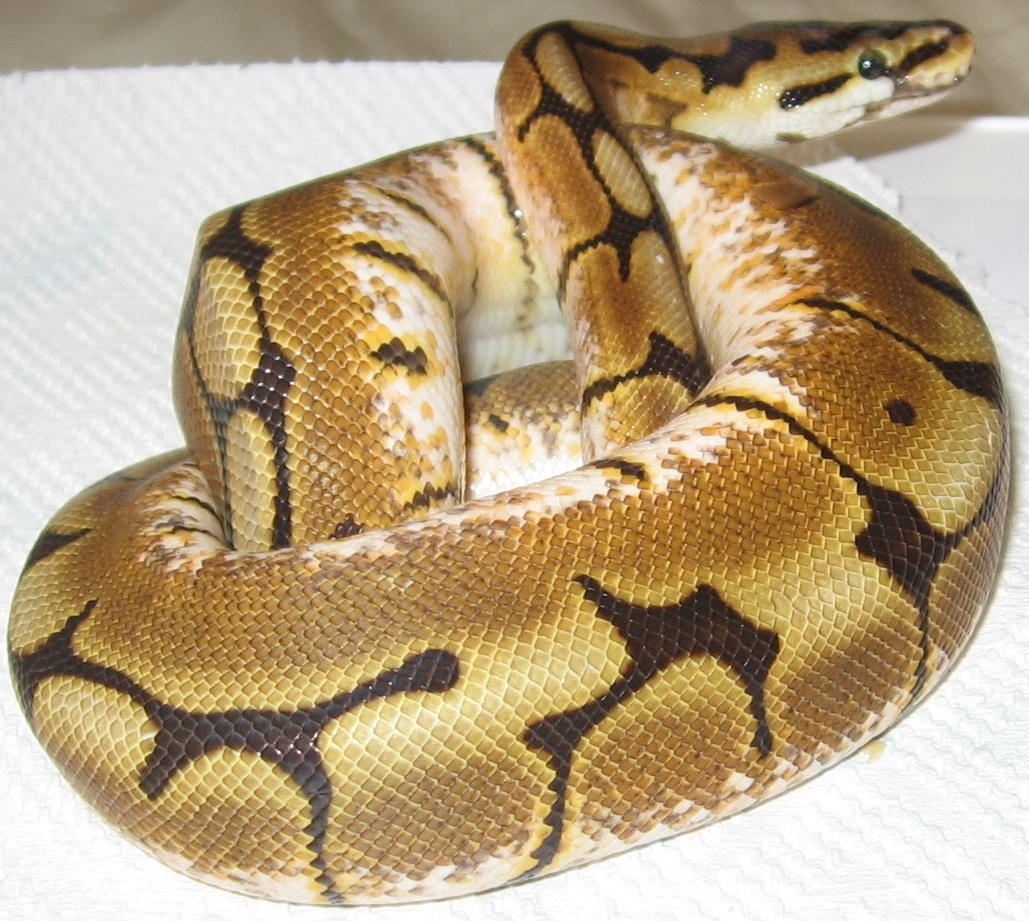
Королевский питон, морфа «spider»
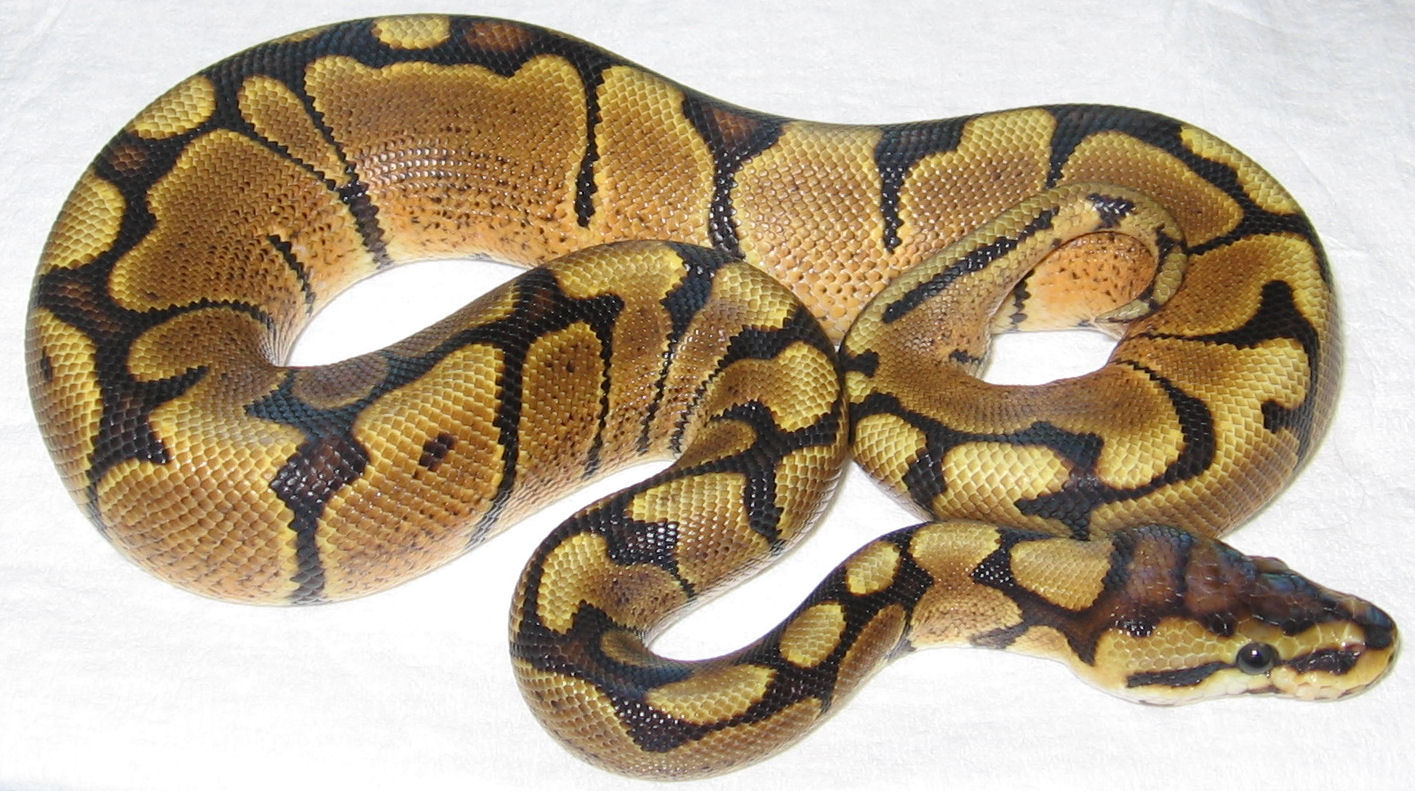
Королевский питон, морфа «woma»